# ذوالخلصه
| اساطیر خاورنزدیک مجموعه مقالات | اساطیر خاورنزدیک مجموعه مقالات                                                              |
| --- | ------------------------------------------------------------------------------------------- |
| |                                                                                             |
| اساطیر میان‌رودان |                                                                                             |
| اساطیر عربی |                                                                                             |
| اساطیر لاوی |                                                                                             |
| خدایان عرب پیش از اسلام |                                                                                             |
| - اساف - ایشتار - اقیصر - لات - آستارته - اترثه (سوری) - بعل شمن - بعل - بس (مصری-عربی) - ذوالخلطه - ذوالشرا - الله (سامی) - ایشتار - غبغب | - منات - مناف - نبو - نسر (بت) - هبل - شمش - عمیانس - عزی - ود - یعوق - یغوث - یالیل - جن‌ها |
| این جعبه: نمایش بحث ویرایش |                                                                                             |

ذوالخلصه بتی‌است از بت‌های عرب پیش از اسلام که از سنگ سفید سخت مرمر تراشیده شده چون تاج، ساخته شده بود. پرستشگاه این بت در میان مکه به سوی یمن، در جایی به نام تباله قرار داشته‌است. پرستندگان آن قبایل خثعم، بجیله و ازد و هوازن و بنی‌توبال بودند. هنگامی که محمد پیامبر اسلام، مکه را فتح کرد و قبایل اطراف آن مسلمان گشتند؛ جریر بن عبدالله به فرمان پیامبر به همراه مردانی از بنی احمس برای نابودی پرستشگاه ذوالخلصه رفت. وی با مردان خثعم و باهله که از بندگان و پرستندگان بت بودند، جنگید و عده‌ای از خدمتکاران آن بت را کشت؛ چنان‌که از بنی‌باهله صد و پنجاه تن و از بنی‌خثعم و بنی‌قحافه چهارصد تن کشته شدند. جریر، پرستشگاه ذوالخلصه را ویران کرد و پرده‌ها را سوزانید و بت‌های آن را شکست.